# Tachinomyia variata
Tachinomyia variata là một loài ruồi trong họ Tachinidae.